# Anthony Michael Hall
Anthony Michael Hall, egentligen Michael Anthony Thomas Charles Hall, född 14 april 1968 i Boston, Massachusetts, är en amerikansk skådespelare som tillhörde 1980-talets Brat Pack,efter rollen som Brian Johnson i filmen Breakfast Club 1985.
Hall föddes i Boston. Hans styvfar arbetade inom underhållningsbranschen som manager. Modern Mercedes Hall är skådespelare och sångerska och spelade hans mamma i Breakfast Club. Även hans syster Mary Christian arbetar inom underhållningsbranschen och hon spelade hans lillasyster i filmen Breakfast Club; hennes enda replik var "Yeah!" när Halls rollfigur blir uppläxad av mamman.
Han går numera under sitt födelsenamn Michael Hall. Bara 17 år gammal var Hall den yngsta medlemmen i Saturday Night Live-gänget någonsin. Han var dock bara med i en säsong 1985-1986 och slutade på grund av alkoholproblem. Redan som 13-åring började han men är nykter alkoholist sedan 1990.
Hall är även sångare, batterist och kompositör i musikgruppen Hall of Mirrors.
Mellan 2002 och 2007 hade han huvudrollen Johnny Smith i den numera nedlagda TV-serien The Dead Zone, löst baserad på Stephen Kings roman Död Zon.

## Filmografi, i urval
- 1983 – Ett päron till farsa
- 1984 – Födelsedagen
- 1985 – Breakfast Club
- 1985 – Drömtjejen
- 1988 – Johnny Be Good
- 1990 – Edward Scissorhands
- 1999 – Pirates of Silicon Valley (TV-film)
- 2001 – Freddy Got Fingered
- 2002-2007 - Död zon (TV-serie)
- 2008 – The Dark Knight
- 2010 – CSI: Miami (TV-serie)
- 2013 – Dead in Tombstone
- 2014 – Foxcatcher